# Collinsonia macrobracteata
Collinsonia macrobracteata là một loài thực vật có hoa trong họ Hoa môi. Loài này được (Masam.) Harley mô tả khoa học đầu tiên năm 2003.